# Koos Maasdijk
Jacob Arnold Maasdijk, detto Koos (Rotterdam, 19 settembre 1968), è un ex canottiere olandese.

## Palmarès

### Olimpiadi
- 1 medaglia:
  - 1 oro (Atlanta 1996 nell'otto)